# La Chaîne Disney
Pour les articles homonymes, voir Disney Channel.
 (octobre 2021).
Si vous disposez d'ouvrages ou d'articles de référence ou si vous connaissez des sites web de qualité traitant du thème abordé ici, merci de compléter l'article en donnant les références utiles à sa vérifiabilité et en les liant à la section « Notes et références ».
La Chaîne Disney est une chaîne de télévision privée francophone québécoise de catégorie B, lancée le 1er septembre 2015 et détenue par la société Corus Entertainment sous licence du groupe américain Walt Disney Television. La chaîne est créée à la suite de l'acquisition des droits canadiens du catalogue Disney Channel par Corus.
Le 10 juillet 2025, Corus annonce l'arrêt de la chaîne, prévu pour le 1er septembre 2025.

## Histoire
Les programmes de Disney Channel en langue française ont été historiquement diffusés par Radio-Canada (dans les années 1980 à 2005) et à Vrak (de 2005 à 2015). Vrak.TV a été séparé de Family avec l'acquisition d'Astral Media par Bell Media. Pour se conformer aux limites de propriété, Bell Media a cédé Family et ses réseaux frères, mais a conservé VRAK.TV. DHX Media a alors acquis Family, Disney XD et les deux chaînes de Disney Junior.
Le 16 avril 2015, Corus Entertainment annonce avoir conclu un accord avec le groupe américain Disney Media Networks pour acquérir les droits canadiens de la bibliothèque de programmation de Disney Channel sur le long terme, au détriment du concurrent DHX Media; le coût et la durée de l'accord de licence ne sont pas divulgués. Parallèlement cette l'accord de licence, Corus annonce lancer une version canadienne de Disney Channel; service devrait comprendre des chaînes de télévision en anglais et en français, avec des services de vidéo à la demande destinés aux plateformes numériques. La Chaîne Disney est lancé en même temps que son homologue de langue anglaise le 1er septembre 2015. Il remplace Télétoon Rétro et exploite la même licence.
Un bloc Disney XD Zone est ajouté le 27 juin 2016. Il disparaît en 2019, ses quelques séries encore en diffusion étant intégrées à La chaîne Disney.
Le 10 juillet 2025, le diffuseur Corus Entertainment annonce qu'en raison de difficultés financières, il va devoir supprimer de ses offres, La Chaîne Disney, Nickelodeon, Disney XD, Disney Jr. et ABC Spark à minuit, le 1er septembre 2025. Malgré la fermeture, Corus confirme poursuivre la diffusion de Nickelodeon et Disney sur ses autres réseaux.

## Programmation
La programmation de La Chaîne Disney se compose principalement de programmes existants de Disney Channel, Disney XD et Disney Junior en langue française, ainsi que de Télétoon.
- 3 Amigonautes
- Baymax et les Nouveaux Héros
- Camp Kikiwaka
- Frankie et les ZhuZhu Pets
- Frankie et Paige
- Gabby Duran, Baby-Sitter d'Extraterrestres
- Gigantosaurus
- Hôtel Transylvanie, la série
- Il pleut des hamburgers
- La Bande à Picsou
- Le Monde de Bingo & Rolly
- Les Grands Méchants de La Bande à Picsou
- Les Muppets Babies
- Les Pyjamasques
- Mickey et ses amis : Top Départ !
- Peppa Pig
- Raiponce, la série
- Raven
- Ricky Zoom
- Star Butterfly
- Star Wars Resistance
- Vampirina

## Bloc de programmation
- Cinéma la chaîne Disney
- Disney Junior sur la chaîne Disney
- XD Zone